# Myiopharus perplexa
Myiopharus perplexa är en tvåvingeart som först beskrevs av Townsend 1911.  Myiopharus perplexa ingår i släktet Myiopharus och familjen parasitflugor.
Artens utbredningsområde är Peru. Inga underarter finns listade i Catalogue of Life.